# Andréa Ferréol

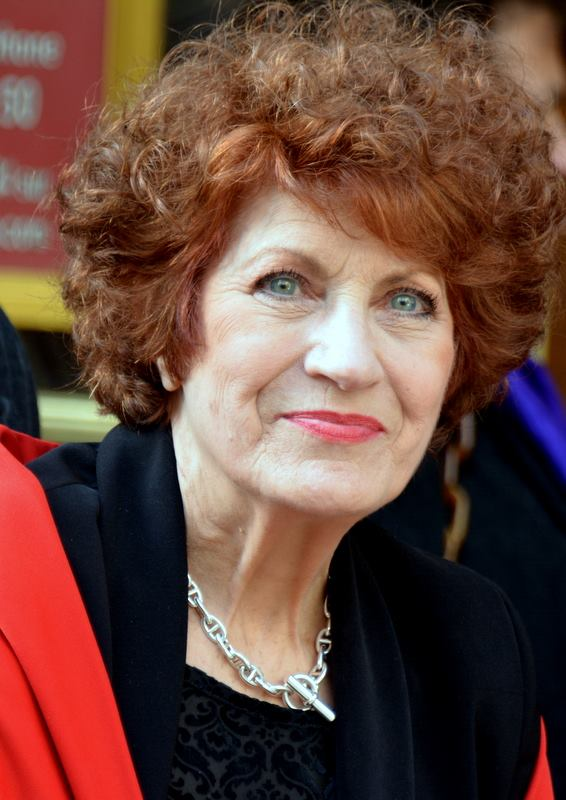
Andréa Ferréol (2014)

Andréa Ferréol (* 6. Januar 1947 in Aix-en-Provence) ist eine französische Schauspielerin.

## Leben
Andréa Ferréol wurde bekannt durch ihre Rolle in Das große Fressen (1973). Sie war für ihre schauspielerische Leistungen in Les galettes de Pont-Aven und in Die letzte Metro 1976 und 1981 jeweils in der Kategorie Beste Nebendarstellerin für einen César nominiert.

## Filmografie (Auswahl)
- 1970: Der große Coup des Kommissars (Laisse aller, c’est une valse) – Regie: Georges Lautner
- 1972: Der Mann aus Marseille (La scoumoune)
- 1973: Durch Paris mit Ach und Krach (Elle court, elle court la banlieue)
- 1973: Der Schakal (The Day of the Jackal)
- 1973: Das große Fressen (La grande bouffe)
- 1974: Trio Infernal (Le trio infernal)
- 1974: Das nimmersatte Weib (Donna è bello)
- 1975: Der Unverbesserliche (L’incorrigible)
- 1976: Hector, der Ritter ohne Furcht und Tadel (Il soldato di ventura)
- 1976: Marie-poupée
- 1976: Goldflocken (Flocons d’or) – Regie: Werner Schroeter
- 1977: Casanova & Co.
- 1978: Herzflimmern in St. Tropez (L’amant de poche) – Regie: Bernard Queysanne
- 1978: Despair – Eine Reise ins Licht
- 1979: Die Blechtrommel
- 1979: Martin Eden (Fernsehvierteiler)
- 1979: Giganten der Landstraße (L’empreinte des géants) – Regie: Robert Enrico
- 1979: Milo Milo
- 1979: Mysteries – Regie: Paul de Lussanet
- 1980: Die letzte Metro (Le dernier métro)
- 1980: Drei Brüder (Tre fratelli) – Regie: Francesco Rosi
- 1980: Rückkehr nach Marseille (Retour à Marseille) – Regie: René Allio
- 1981: Geheimaktion Marseille (L’ombre rouge) – Regie: Jean-Louis Comolli
- 1981: Fett schwimmt oben (Au bon Beurre) – Regie: Eduard Molinaro
- 1982: Flucht nach Varennes (La nuit de Varennes)
- 1982: Kopfjagd – Preis der Angst (Le prix du danger) – Regie: Yves Boisset
- 1982: Das Mädchen von Triest (La ragazza di Trieste)
- 1983: Die Arglosen im Ausland (The Innocents Abroad) – Regie: Luciano Salce
- 1983: Der Kämpfer (Le battant)
- 1984: Der Richter von Marseille (Le juge) – Regie: Philippe Lefebvre
- 1984: Der Zwilling (Le jumeau)
- 1984: Die große Pfeife (Aldo et Junior) – Regie: Patrick Schulmann
- 1985: Ein Z & zwei Nullen (A Zed & Two Noughts) – Regie: Peter Greenaway
- 1985: Liebesbriefe an einen Unbekannten (Letters to an Unknown Lover) – Regie: Peter Duffell
- 1986: Douce France – Regie: François Chardeaux
- 1987: Control (Control – The Day Before) – Regie: Giuliano Montaldo
- 1988: Die Väter des Nardino – Regie: Wolf Gaudlitz
- 1988: Die Junggesellin (La garçonne) – Regie: Étienne Périer
- 1989: Das Geheimnis des Dirigenten (Il maestro) – Regie: Marion Hänsel
- 1989: Franziskus (Francesco)
- 1989: Rosso veneziano – Eine mörderische Affäre (Rouge Venise) – Regie: Étienne Périer
- 1989: Straße ohne Wiederkehr (Street of no Return) – Regie: Samuel Fuller
- 1990: Le cri du lézard – Regie: Bertrand Theubet
- 1990: Das Phantom der Oper (The Phantom of the Opera)
- 1992: Zwischensaison (Hors saison) – Regie: Daniel Schmid
- 1992: Die wahre Geschichte von Männern und Frauen
- 1993: Fluchtpunkt (O Fio do Horizonte)
- 1994: Des Kaisers neue Kleider (Císařovy nové šaty)
- 1994: Hundert und eine Nacht (Les cent et une nuits de Simon Cinéma)
- 2001: Bernadette von Lourdes (Lourdes)
- 2004: La Crim’,  Episode Meurtre sous influence
- 2005: Das Geheimnis eines Kindes (Disparition)
- 2008: Ça se soigne? – Regie: Laurent Chouchan
- 2012: La victoire au bout du bâton – Regie: Jean-Michel Verner
- 2014: La vallée des mensonges – Regie: Stanislas Graziani
- 2017: Ein königlicher Tausch (L‘Échange des princesses)
- 2017: Docteur Knock – Ein Arzt mit gewissen Nebenwirkungen (Knock)
- 2018: Emma Peeters
- 2019: Just a Gigolo
- 2019: Kommissar Caïn (Caïn, Fernsehserie, 2 Folgen)
- 2022: Envol
- 2022: Choeur de rockers
- 2022: OVNI(s) (Fernsehserie, 3 Folgen)
- 2023: Tiny Wedding (Notre tout petit petit mariage)

## Auszeichnungen

### Ehrungen
- 2009: Offizier des Ordre national du Mérite (Ernennung zum Ritter im Jahr 2000)[1]

- 2013: Offizier der Ehrenlegion (Ernennung zum Ritter im Jahr 2002)[2][3]
- 2019: Commandeur des Ordre des Arts et des Lettres[4]

### Nominierungen
- 1976: César-Nominierung als beste Nebendarstellerin für Les galettes de Pont-Aven
- 1981: César-Nominierung als beste Nebendarstellerin für Die letzte Metro
- 1997: David-di-Donatello-Nominierung als beste Nebendarstellerin  Sono pazzo di Iris Blond